# 14659 Gregoriana
14659 Gregoriana eller 1999 AF24 är en asteroid i huvudbältet som upptäcktes den 15 januari 1999 av de båda italienska astronomerna Giuseppe Forti och Maura Tombelli vid Montelupo-observatoriet. Den är uppkallad efter Gregoriana.
Asteroiden har en diameter på ungefär 7 kilometer.